# Jubilat-Stereo DST-401
Jubilat-Stereo DST-401 – radioodbiornik stołowy, tranzystorowy, stereofoniczna odmiana odbiornika Jubilat DMT-401 produkowana w Zakładach Radiowych Unitra Diora w latach 70. XX wieku.

## Różnice pomiędzy DMT-401 a DST-401
Zmiany w układzie elektronicznym należały do najpoważniejszych. Dodano dekoder stereo i zmieniono tranzystory germanowe we wzmacniaczu m.cz. na parę układów scalonych CEMI UL1402L. Wizualnie od podstawowej wersji monofonicznej Jubilat Stereo różnił się obecnością w tylnej ściance oprócz gniazd antenowych i gniazda DIN dla gramofonu bądź magnetofonu 2 gniazd dla głośników zewnętrznych. Z przodu pojawiło się pokrętło balansu i lampka sygnalizująca odbiór sygnału stereo. Zmieniono również wygląd skali – nazwa odbiornika nie jest pisana czcionką ozdobną i nie ma żółtych akcentów, oraz zrównano wszystkie cyfry na skali (w DMT-401 oraz DMT-406 liczby oznaczające częstotliwość dla zakresu UKF były większe od pozostałych liczb na skali). Do odbiornika dołączono małą kolumnę głośnikową OGO-3/4-1.

## Źródła zewnętrzne
- Schemat odbiornika Jubilat Stereo